# Melasina isonephela
Melasina isonephela är en fjärilsart som beskrevs av Edward Meyrick 1934. Melasina isonephela ingår i släktet Melasina och familjen säckspinnare. Inga underarter finns listade i Catalogue of Life.